# Адийя, Доминик
До́миник Ади́йя (англ. Dominic Adiyiah; 29 ноября 1989, Аккра, Гана) — ганский футболист, игравший на позиции нападающего. Выступал за сборную Ганы.

## Карьера
В 2009 году был включен в список номинантов на премию «Golden Boy».
25 августа 2010 года Доминик перешёл из «Милана» в «Реджину» на правах аренды. В 2011 он дважды отдавался в аренду, в «Партизан» и «Каршияку». В июне 2012 года подписал трёхлетний контракт с киевским «Арсеналом». В команде выступал под 20-м номером. В июне 2014 года Адийя подписал контракт с клубом «Атырау».

## Достижения
- Чемпион мира (до 20): 2009
- Лучший бомбардир чемпионата мира (до 20): 2009 (8 мячей)
- Лучший игрок чемпионата мира (до 20): 2009
- Финалист Кубка африканских наций: 2010